# Музика бароко
Поняття барокова музика або музика бароко описує стиль європейської музики в період приблизно між 1600 та 1750 роками. Барокова музика наслідує музику епохи Відродження й передує класичній музиці, її вершинами зазвичай вважають творчість Йоганна Себастьяна Баха, Ґеорґа Фрідріха Генделя та Антоніо Вівальді.

## Застосування терміна
Слово «бароко» ймовірно походить від португальського perola barroca- перлина химерної форми.
В історії музики термін «бароко» вперше використав німецький музикознавець Курт Закс 1919 року. До 1960-х років правомірність застосування єдиного терміна для творів таких різних композиторів, як, наприклад, Якопо Пері, Доменіко Скарлатті та Й. С. Бах була предметом суперечки. Деякі музикознавці вважають, що необхідно розділяти бароко на безпосередньо період бароко і на період маньєризму, з метою узгодження з поділом, що застосовується в образотворчих мистецтвах. Радянська музикознавча традиція розглядає бароко, як стиль, що співіснував з класицизмом, частково у протистоянні, частково у взаємодії..

## Риси барокової музики
Витоки барокового стилю припадають на кінець XVI століття, коли оптимістичний гуманізм епохи Відродження змінюється трагічним світосприйняттям, пов'язаного з усвідомленням економічних і політичних проблем, що призвели до соціальних революцій XVII століття. З виникненням стилю бароко музика вперше продемонструвала свої можливості заглибленого і багатостороннього втілення світу душевних переживань людини, хоча в музично-теоретичних працях епохи ще переважають схоластичні погляди.

### Жанри
Провідне місце в бароковій музиці посідають музично театральні жанри, насамперед опера. Це було пов'язано з прагненням до драматичної виразності та синтезу мистецтв. Серед авторів барокових опер такі майстри як Алессандро Скарлатті (1660—1725), Георг Фрідріх Гендель, Клаудіо Монтеверді та інші. Перші опери писалися переважно на героїко-міфологічні чи легендарно-історичні сюжети з чітким розподілом сценічної дії і музики. Італійська опера продемонструвала — від переважання зовнішньої декоративності до глибокого драматизму (М. А. Честі) та реалістичних тенденцій (пізній К. Монтеверді). Італійська опера культивувалася і в інших країнах Європи, проте вже у XVII столітті виділилися як національні явища німецька опера (Р. Кайзер) та французька лірична опера (Жан Батіст Люллі).
Серед інших монументальних жанрів — жанр ораторії, що досяг піку свого розвитку в роботах Й. С. Баха та Генделя. Опери та ораторії часто використовували схожі музичні форми, як, наприклад, арія da capo. У сфері культової музики значне місце зберігали такі жанри як меси та пасіони, менш популярними стали мотети. Водночас цікавістю користувалися протестантські кантати. Серед їхніх авторів був і Й. С. Бах.
Одночасно з'являється тенденція до відділення музики від слова. Виникають масштабні циклічні форми — концерти, сюїти, сонати. Концерти писалися як для одного інструмента з оркестром, так і concerto grosso, в якому невелика група інструментів соло контрастує з повним ансамблем. Інструментальні сонати та сюїти були написані як для окремих інструментів, так і для камерних оркестрів. У сюїтах чергуються увертюри театрального характеру, фуги, імпровізаційні п'єси та танцювальні жанри.
Твори для клавішних досить часто писалися композиторами для власної розваги або як навчальний матеріал. Такими роботами є зрілі твори Й. С. Баха, загальновизнані інтелектуальними шедеврами ери бароко: «Добре темперований клавір», «Гольдберґ-Варіації» і «Мистецтво фуги».

### Музичні інструменти

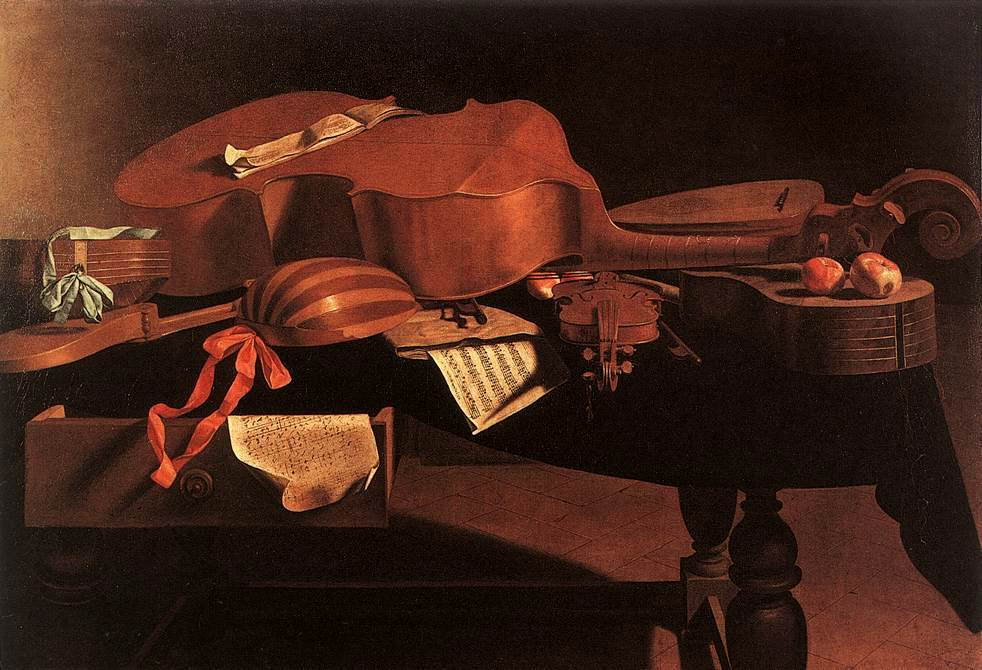
Барокові інструменти: гарді-гарді, віола, лютня, барокова скрипка та барокова гітара

Основним музичним інструментом бароко став орган у духовній та камерній світській музиці. Також широкого поширення набули клавесин, щипкові і смичкові струнні — віоли, барокова гітара, барокова скрипка, віолончель, контрабас, а також дерев'яні духові інструменти: флейти, кларнет, гобой, фагот.
В епоху бароко функції такого поширеного щипкового струнного інструменту, як лютня були значною мірою зведені до акомпанементу basso continuo, і поступово вона була витіснена у цій ролі клавішними інструментами. Колісна ліра, що втратила в попередню епоху ренесансу свою популярність і ставши інструментом жебраків, отримала друге народження; аж до кінця XVIII століття колісна ліра залишалася модною іграшкою французьких аристократів, що захоплювалися сільським побутом.

### Гармонія
Якщо за часів Ренесансу гармонія ґрунтувалася на послідовності консонансів, що виникали у поліфонічному русі голосів і мала другорядне значення, то саме в епоху бароко гармонія отримує ієрархічну схему функціональної тональності. Близько 1600 року визначення, що таке тональність, було значною мірою неточним, суб'єктивним. Приміром, деякі бачили в кадансах мадригалів деякий тональний розвиток, у той час як насправді в ранніх монодіях тональність все ж таки була ще дуже невизначеною.
До тональної гармонії існувала так звана модальна гармонія, заснована на ладах, що не мають відмінностей у звуковому складі, позбавлених централізованого тонального тяжіння. Музикознавець Роберт В. Вієнпал (англ. Robert W. Wienpahl) провів дослідження понад 5000 творів періоду з 1500 по 1700 рік, і склав таблицю, яка показує перехід композиторів від модальної до тональної гармонії.
| Відсоток творів, написаних у певному виді гармонії. | Відсоток творів, написаних у певному виді гармонії. | Відсоток творів, написаних у певному виді гармонії. | Відсоток творів, написаних у певному виді гармонії. | Відсоток творів, написаних у певному виді гармонії. | Відсоток творів, написаних у певному виді гармонії. |
| Вид гармонії\роки                                   | 1500—1540                                           | 1540—1580                                           | 1580—1620                                           | 1620—1660                                           | 1660—1700                                           |
| --------------------------------------------------- | --------------------------------------------------- | --------------------------------------------------- | --------------------------------------------------- | --------------------------------------------------- | --------------------------------------------------- |
| Модальна гармонія                                   | 61,5                                                | 34,4                                                | 7,9                                                 | 1,4                                                 | 3,9                                                 |
| Мональний мажор                                     | 16,7                                                | 15,5                                                | 18,9                                                | 6,9                                                 | 4,8                                                 |
| Мональний мінор                                     | 12,7                                                | 23,5                                                | 24,7                                                | 7,9                                                 | 8,5                                                 |
| Мажор                                               | 6,9                                                 | 11,9                                                | 25,9                                                | 48,1                                                | 50,7                                                |
| Мінор                                               | 2,2                                                 | 14,7                                                | 22,6                                                | 35,7                                                | 32,1                                                |

Ті частини творів, де не можна чітко відокремити модальність від тональності, він позначав як змішаний мажор, або змішаний мінор (пізніше для цих понять він ввів терміни «мональний мажор» і «мональний мінор» відповідно). З таблиці видно, як тональна гармонія вже в період раннього бароко практично витісняє гармонію попередньої ери.
Інша відмінність між музичною гармонією бароко і Ренесансу полягала в тому, що в ранньому періоді зміщення тоніки відбувалося частіше по терціях, у той час як у бароковому періоді домінувала модуляція по квартах або квінтах (позначилася поява поняття функціональної тональності). До того ж, барокова музика використовувала більш протяжні мелодійні лінії і суворіший ритм. Основна тема розширювалася або сама, або з допомогою акомпанементу basso continuo. Потім вона виникала в іншому голосі. Пізніше, головна тема стала виражатися і через basso continuo, не тільки за допомогою основних голосів. Розмивалася ієрархія мелодії та акомпанементу.

### Введення рівномірної темперації
Іншим досягненням епохи бароко стало введення й поширення рівномірної темперації. За словами Шермана, вперше запропонував і ввів у практику органно-клавірного виконавства систему рівномірної темперації у 1533 році італієць Джованні Марія Ланфранко. Щоправда, поширення рівномірної темперації йшло доволі повільно. Її широке розповсюдження почалося вже після створення в 1722 році І-го тому «Добре темперованого клавіру» Й. С. Баха.

## Періодизація
Епоху бароко в музиці умовно розділяють на три періоди — ранній, зрілий і пізній. Раннє бароко починається від появи жанру опери, цьому періоду властиве становлення барокових жанрів і поступовий перехід від модальної гармонії до тональної. Зріле бароко характеризується повсюдним поширенням стилю і розгалуженням музичних жанрів. Пізнє бароко характеризується остаточним ствердженням тональної системи.

### Раннє бароко

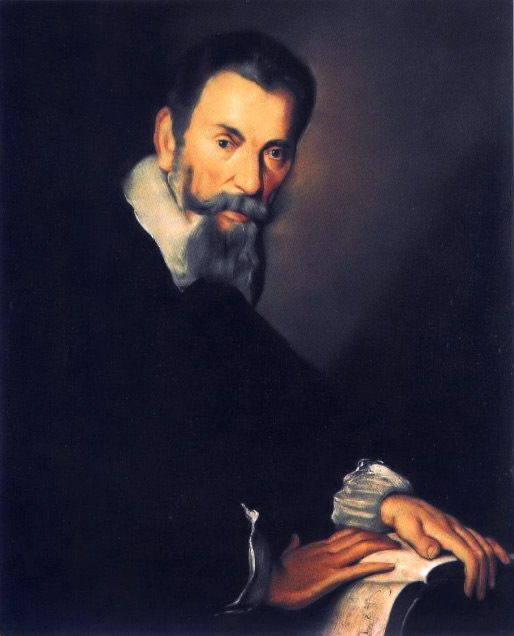
Портрет Клаудіо Монтеверді роботи Бернардо Строцці, 1640

Умовною точкою переходу між епохами бароко і ренесансу можна вважати створення італійським композитором Клаудіо Монтеверді (1567—1643) його речитативного стилю і послідовний розвиток італійської опери. Початок оперних вистав у Римі і особливо у Венеції означало вже визнання і поширення нового жанру по країні.
Центром нового стилю стає Італія. Значну роль у його поширенні відіграв католицизм. В епоху боротьби з реформацією, католицька церква приділяла значну увагу розширенню свого культурного впливу. Католицизм приваблював пишнотою, величчю і складністю архітектури, образотворчих мистецтв і музики, як би сперечаючись з аскетичним протестантизмом. В області духовної музики основна вимога церкви полягала в тому, щоб тексти у творах з вокалом були розбірливі. Це зажадало відходу від поліфонії до музичних прийомів, де слова виходили на передній план. Вокал став складніший, витіювато в порівнянні з акомпанементом. Так отримала розвиток гомофонія. Значною фігурою періоду раннього бароко, позиція якого була на боці католицизму, був Джованні Габрієлі, найбільше його вплив проявився нововведеннями в області інструментування.
Серед світських музичних жанрів провідне місце займає опера. Найпомітнішим серед покоління композиторів, які відчули значення змін для світської музики вважають Клаудіо Монтеверді. У 1607 році його опера «Орфей» стала віхою в історії музики, яка продемонструвала безліч прийомів і технік, які згодом стали асоціюватися з новою композиторською школою, названою seconda pratica, на противагу старій школі prima pratica. Монтеверді також є автором мотетів, написаних в старому стилі в традиціях Луки Маренціо і Жьяша де Верта, однак саме твори, написані ним у новому стилі, відкрили безліч прийомів, впізнаваних навіть в епоху пізнього бароко.
Основоположником багатьох жанрів німецької музики став Генріх Шютц, зокрема йому належить перша німецька опера — «Дафна», музика якої, однак, загублена.

### Зріле бароко
Зріле бароко відрізняється від раннього повсюдним поширенням нового стилю і посиленням поділу музичних форм, особливо в опері. Як і в літературі, що з'явилася можливість потокового друку музичних творів привела до розширення аудиторії; посилився обмін між центрами музичної культури.

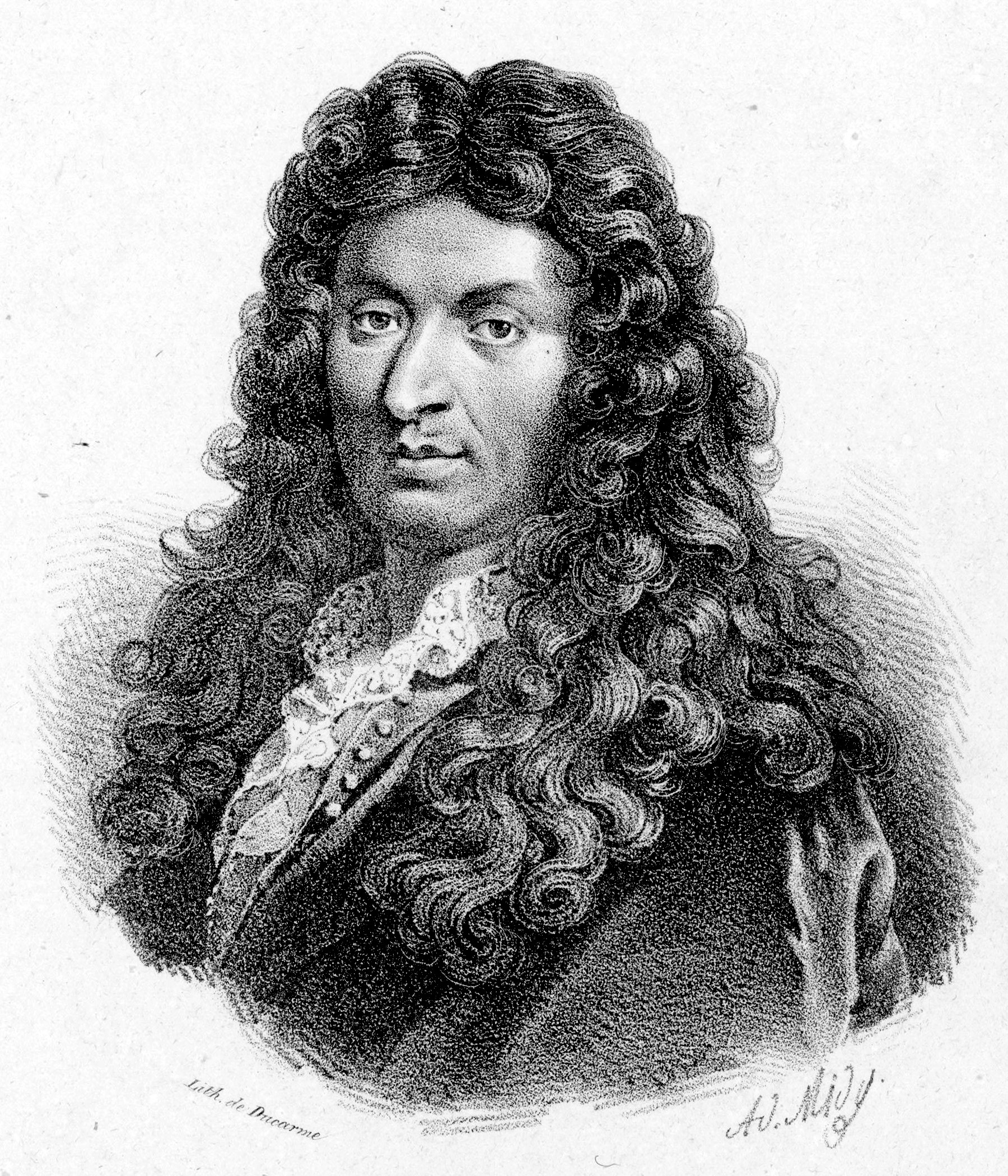
Жан Баттіст Люллі

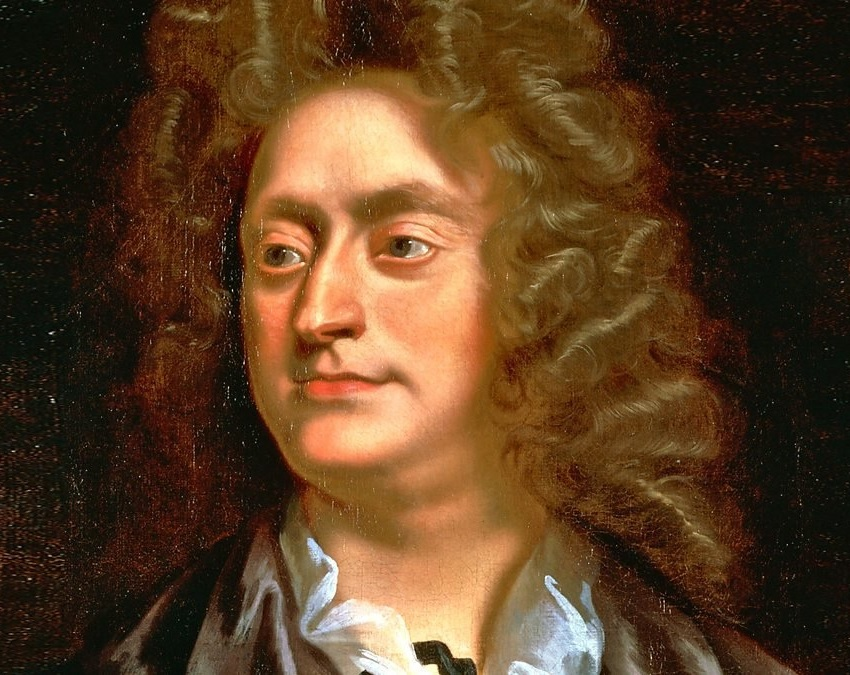
Генрі Перселл

В теорії музики зрілого бароко визначається фокусуванням композиторів на гармонії та на спробах створити стрункі системи музичного навчання. У подальші роки це призвело до появи безлічі теоретичних праць. Чудовим зразком подібної діяльності може служити робота періоду пізнього бароко — «Gradus ad Parnassum», опублікована в 1725 році Йоганном Йозефом Фуксом (нім. Johann Joseph Fux) (1660—1741), австрійським теоретиком і композитором. Цей твір, систематизувавши теорію контрапункту, практично до кінця XIX століття було найважливішим посібником для вивчення контрапункту. На цей період припадає і творчість українського композитора Миколи Дилецького, автора «Грамматика пѢнія мусикийского» (1677), що стала першим з музично-теоретичних трактатів, які докладно пояснили технічну суть лінійної, нотної системи, партесного співу і партесної композиції.
Серед найбільш значимих композиторів зрілого бароко:
- Француз Жан Батіст Люллі (1632—1687), що вважається творцем ліричної французької опери. Люллі часто використовував контраст між величним звучанням оркестрової секції і простим речитативом і аріями. Музична мова Люллі відрізняється ясністю гармонії, ритмічною енергію, чіткістю членування форми, чистотою фактури, що ставлять його в ряд новаторів своєї епохи[7].
- Італієць Арканджело Кореллі (1653—1713), що вважається одним з основоположників жанру concerto grosso. Кореллі був одним з перших композиторів, чиї твори публікувалися і виконувалися по всій Європі. Як і опери Люллі, кончерто гросо побудовані на сильних контрастах — в оркестрі виділяється група солістів.
- В Англії найяскравішою фігурою зрілого бароко вважається Генрі Перселл, автор близько 800 творів різних жанрів, і, зокрема першої опери англійською мовою — «Дідона і Еней»
- Німецький композитор і органіст Дітріх Букстегуде (1637—1707) є автором численних органних творів. Його музика побудована на масштабності задумів, багатстві і свободі фантазії, схильності до патетики, драматизму та ораторській інтонації[7] і справила значний вплив на майбутніх композиторів — Н. Брунса, Й. С. Баха і Г. Ф. Телемана

### Пізнє бароко

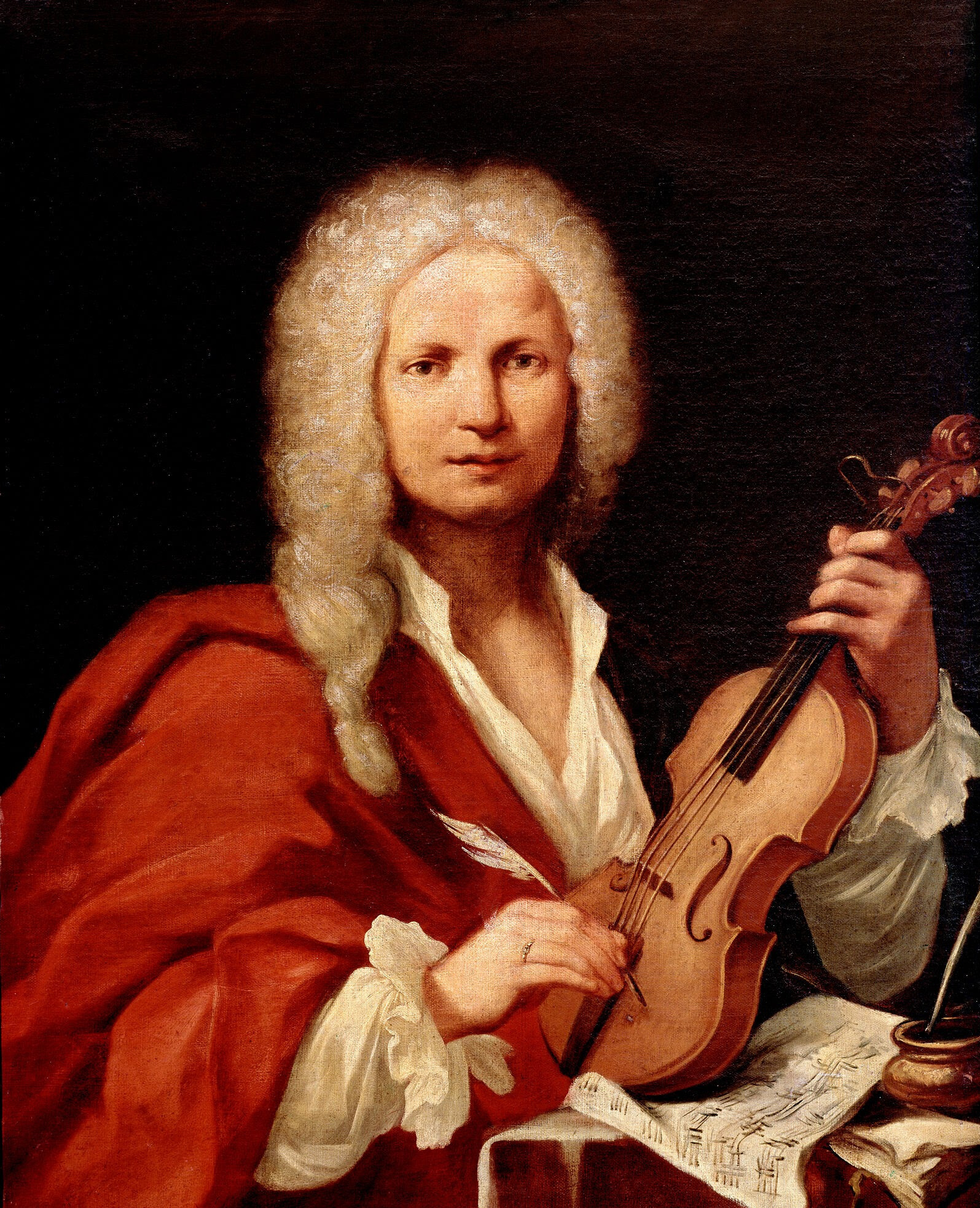
А. Вівальді

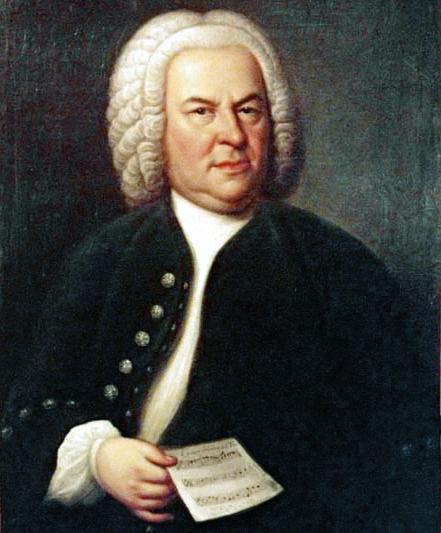
Й. С. Бах

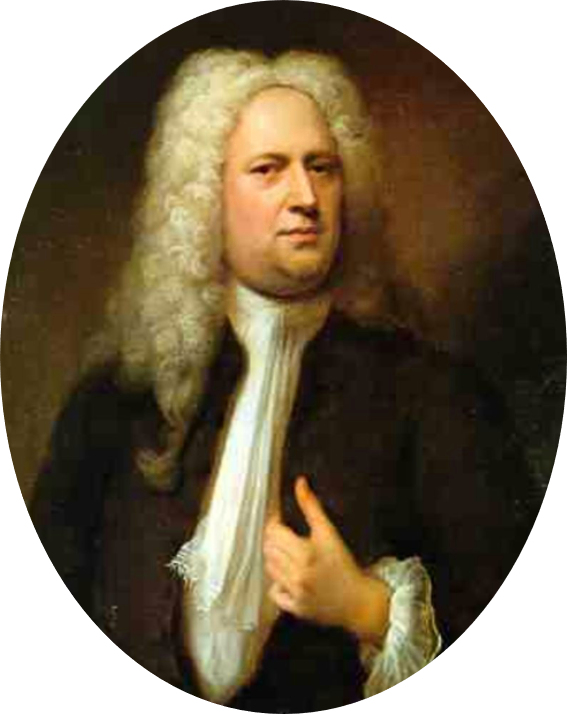
Г. Ф. Гендель

Точна грань між зрілим і пізнім бароко є предметом обговорення; вона лежить десь між 1680 і 1720. Складність її визначення пояснюється тим, що в різних країнах стилі змінювалися несинхронно; нововведення, вже прийняті за правило в одному місці, в іншому були свіжими знахідками. Італія, завдяки Арканджело Кореллі і його учням Франческо Джемініані та П'єтро Локателлі стає першою країною, в якій бароко переходить з зрілого в пізній період. Важливою віхою можна вважати практично абсолютне верховенство тональності, як структуротворчого принципу написання музики. Це особливо помітно в теоретичних роботах Жана Філіпа Рамо, який зайняв місце Люллі, як головного французького композитора. У той же час, з появою робіт Фукса, поліфонія ренесансу дала базис для вивчення контрапункту. Комбінація модального контрапункту з тональною логікою зумовила співіснування двох стилів — гомофонного і поліфонічного, з прийомами імітації і контрапунктом.
Форми, відкриті попереднім періодом, досягли зрілості і великої варіативності; концерт, сюїта, соната, concerto grosso, ораторія, опера та балет вже не мали різко виражених національних особливостей. Повсюдно устоялися загальноприйняті схеми творів: повторювана двочастинна форма (AABB), проста трьохчастинна форма (ABC) і рондо.
Серед найбільш вагомих композиторів пізнього бароко:
- Антоніо Вівальді, зробив значний внесок у розвиток інструментального барокового концерту і барокових сонат тріо-сонат. В його творчості викристалізувалася тричастинна форма concerto grosso. Він є автором понад 500 творів.
- Доменіко Скарлатті, є автором близька 500 клавірних сонат, які вважаються зразком старосонатної форми. Його клавірний стиль справив вплив на багатьох майбутніх композиторів.
- Георг Фрідріх Гендель, імовірно був найзнаменитішим придворним композитором свого часу. Його стиль вважається перехідним від барокового до класичного. Гендель є розвинув жанр ораторії, надавши йому драматургічної цільності, а також започаткував інструментальні концерти на відкритому повітрі, які іноді вважають предтечею т. зв. «популярної музики».
- Йоганн Себастьян Бах, найбільш майстерний поліфоніст свої епохи, узагальнив досягнення музичного мистецтва перехідного періоду від бароко до класицизму.
- Карлуш де Сейшаш, видатний португальський композитор XVIII століття.

## Вплив бароко на музику пізніших епох

#### Перехід в еру класицизму (1740—1780)
Перехідна фаза між пізнім бароко і раннім класицизмом наповнена суперечливими ідеями і спробами об'єднати різні погляди на світ. Її називають «галантним стилем», «Рококо», «передкласичним періодом» або «ранньокласичним періодом». У ці кілька десятиліть композитори, продовжують працювати майстри епохи бароко (Г. Ф. Гендель, Д. Скарлатті) і виходять на арену композитори, яких традиційно зараховують до класицизму — К. В. Глюк, Й. Гайдн. Перехідне положення займає творчість синів Й. С. Баха, зокрема Карла Філіппа Емануеля — він чудово володів старим стилем, але багато працював над тим, щоб поновити його. Його клавірні сонати чудові свободою в будові, сміливою роботою над структурою твору.
У цей перехідний момент збільшилася різниця між духовною та світською музикою. Духовні твори залишалися переважно в рамках бароко, в той час як мирська музика тяжіла до нового стилю.
Особливо в католицьких країнах центральної Європи, бароковий стиль був присутній в духовній музиці до кінця вісімнадцятого століття, так само як свого часу stile antico епохи відродження зберігався до першої половини сімнадцятого століття. Меси і ораторії Гайдна і Моцарта, класичні у своїй оркестровці та орнаментації, містили в собі безліч барокових прийомів контрапунктичної та гармонічної технік. Занепад бароко супроводжувався тривалим періодом спільного існування старої і нової техніки. У багатьох містах Німеччини барокова практика виконання збереглася до 1790-х років, наприклад, у Лейпцигу, де наприкінці свого життя працював І. С. Бах.
В Англії стійка популярність Генделя забезпечила успіх менш відомим композиторам, що складали у бароковому стилі: Чарльзу Ейвісону, Вільяму Бойсу і Томасу Августину Арну. У континентальній Європі цей стиль вже став вважатися старомодним; володіння нею було потрібно лише для твору духовної музики та закінчення з'являлися тоді в безлічі консерваторій.
На ці десятиліття припадає і період рання творчість українських композиторів — Дмитра Бортнянського та Максима Березовського. Зазвичай їх музична творчість розглядається в контексті українського бароко. Опанувавши композиторську техніку «латинського» духовного концерту і, схрестивши її з національними традиціями, ці композитори створили українську барокову церковну музику без інструментального супроводу.

#### Вплив бароко на музику XIX—XX століть
Оскільки багато чого в музиці бароко стало основою музичної освіти, вплив барокового стилю зберігся і після відходу бароко як виконавського і композиторського стилю. Приміром, попри те, що практика генерал-басу вийшла з ужитку, вона залишилася частиною музичної нотації. У XIX столітті партитури майстрів бароко друкувалися повними виданнями, що призвело до відновлення інтересу до контрапункт «строгого письма» (приміром, російський композитор С. І. Танєєв вже наприкінці XIX століття пише теоретичну роботу «Рухомий контрапункт строгого письма»).
XX століття дало періоду бароко ім'я. Почалося системне вивчення музики тієї епохи. Барокові форми і стилі вплинули на таких несхожих композиторів як Арнольд Шенберг, Макс Регер, Ігор Стравінський та Бела Барток. Початок двадцятого століття ознаменувався відродженням інтересу до композиторів зрілого бароко, таким як Генрі Перселл та Антоніо Вівальді.
Деяку кількість робіт сучасних композиторів було опубліковано як «загублені, але знов знайдені» роботи майстрів бароко. Приміром, концерт для віоли, складений Анрі Казадезюсом, але приписаний ним Генделю. Або кілька творів Фріца Крейслера, приписаних їм маловідомим бароковим композиторам Гаетано Пуньяні і падре Мартіні. І на початку XXI століття існують композитори, які пишуть виключно у бароковому стилі, наприклад, Джорджіо Пакьоні.
У XX столітті безліч праць було складено в стилі «необароко», сфокусованої на імітації поліфонії. Це твори таких композиторів як Джачінто Шельсі, Пауль Гіндеміт, Пол Крестон та Богуслав Мартіну. Музикознавці роблять спроби дописати незавершені роботи композиторів епохи бароко (найвідоміший з таких творів — «Мистецтво фуги» Й. С. Баха). Оскільки музичне бароко було прикметою цілої епохи, то сучасні твори, написані «під бароко», часто з'являються в цілях використання на телебаченні і в кіно. Приміром, композитор Пітер Шікеле пародіює класичний і барочний стилі під псевдонімом П. Д. К. Бах.

### Бароко і джаз
Музика бароко і джаз мають деякі точки дотику. Музика бароко, як і джаз, в основному написана для невеликих ансамблів (на той час не існувало реальної можливості зібрати оркестр з сотні музикантів), що нагадують джазовий квартет. Також, твори бароко залишають широке поле для виконавської імпровізації. Приміром, безліч барокових вокальних творів містить дві вокальні частини: перша частина програється так, як вказано композитором, а потім повторюється, але вокаліст імпровізаційно прикрашає основну мелодію трелями, грейсами та іншими прикрасами. Однак, на відміну від джазу, зміни ритму і основної мелодії не відбувається. Імпровізація в бароко лише доповнює, але нічого не змінює.
У рамках стилю кул-джазу в 1950-ті роки з'явилася тенденція проведення паралелей у джазових композиціях з музикою епохи бароко. Виявивши загальні гармонійні і мелодійні принципи в таких віддалених музично і естетично періодах, музиканти виказали інтерес до інструментальної музики Й. С. Баха. Цілий ряд музикантів та ансамблів пішли шляхом розробки цих ідей. У їх числі Дейв Брубек, Білл Еванс, Джеррі Малліган, Жак Люсьє, але в першу чергу це відноситься до «Модерн Джаз Квартету», очолюваному піаністом Джоном Люісом.

## Виконання барокової музики

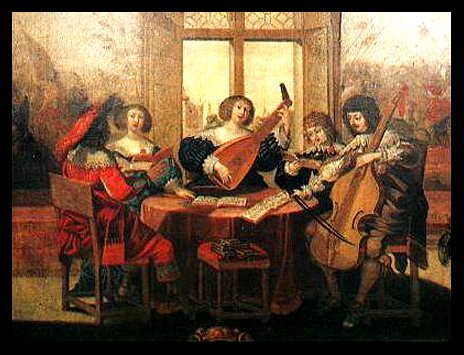
Музиканти, картина Абрахама Боссе 1635 року

Виконання барокової музики ставить перед сучасним музикантом ряд проблем, пов'язаних зі стилістичною точністю її звучання. Найбільшою проблемою є те, що ряд барокових інструментів, таких як поздовжні флейти, віоли, лютня, клавесин, бассетгорн та інші ще до початку XX століття вийшли з ужитку, а стандартизовані інструменти сучасного оркестру не завжди відповідають звучанню їх попередників. Інша проблема полягає в тому, що композитори барокової епохи не настільки прискіпливо споряджали ноти виконавськими вказівками, а збережені спогади їх сучасників не завжди дозволяють зробити правильний висновок.
У середині XX століття норми академічного виконавства, що вимагали максимальної точності і вивіреності виконання спричинили появу течії, що отримала назву «автентизму», або «історично інформованого виконавства». Основним принципом автентичного руху є виконання музики тільки на інструментах епохи і тільки в манері епохи. Зокрема, автентичне виконання передбачало використання струн, зроблених з жил, а не з металу, реконструкцію клавесинів, використання старої манери звуковидобування і забутих прийомів гри.
Так, однією з перших популяризацією творів Й. С. Баха у клавесинному виконанні займалась Ванда Ландовська. Пізніше виділились такі музиканти як Густав Леонгардт, Ніколаус Арнонкур, Тон Копман, бостонський ансамбль Товариство Гайдна і Генделя, в Росії — Марк Вайнрот, Олексій Любимов, Анатолій Мілка, «ансамбль Hortus musicus», ансамбль «Мадригал». В Україні популярність клавесину значною мірою зобов'язана творчій діяльності Світлани Шабалтіної.
Разом з тим, клавірні твори Й. С. Баха звучать і на сучасних роялях, зокрема записи таких його клавірних творів на сучасних роялях зробили такі піаністи як Глен Гульд, Святослав Ріхтер, Григорій Соколов та інші.

## Композитори епохи бароко
Нижче подається хронологічна таблиця з іменами і роками життя ряду композиторів барокової епохи.